# Производство риса в Бутане

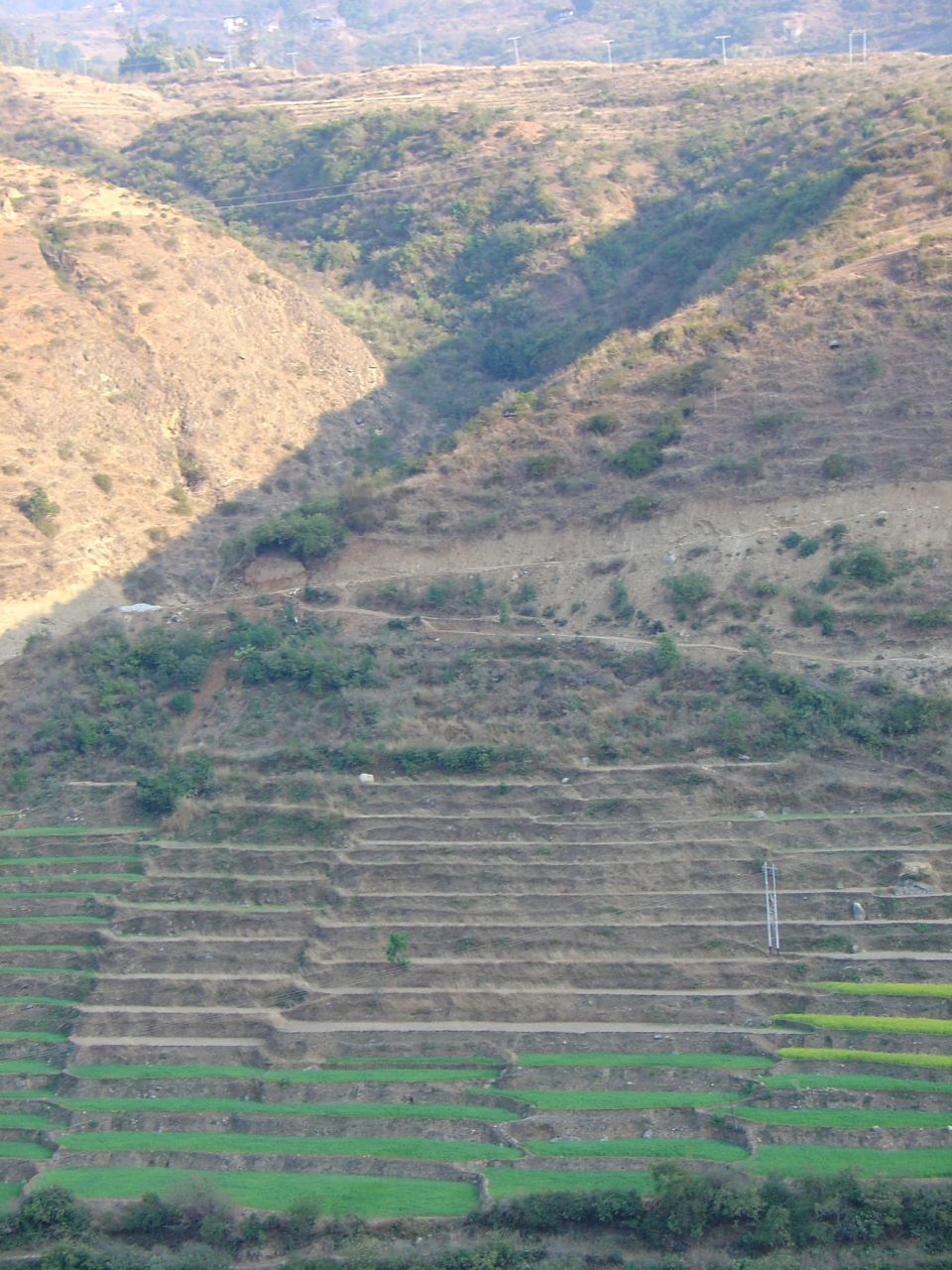
Рисовые террасы в Бутане

Производство риса играет важную роль в продовольственном снабжении Бутана, рис выращивается в основном для внутреннего потребления. В 2001 году всего лишь 1 % риса, выращенного в Бутане, продавался на рынке, но исследование сельского хозяйства показало, что это количество в действительности достигает 15 %.

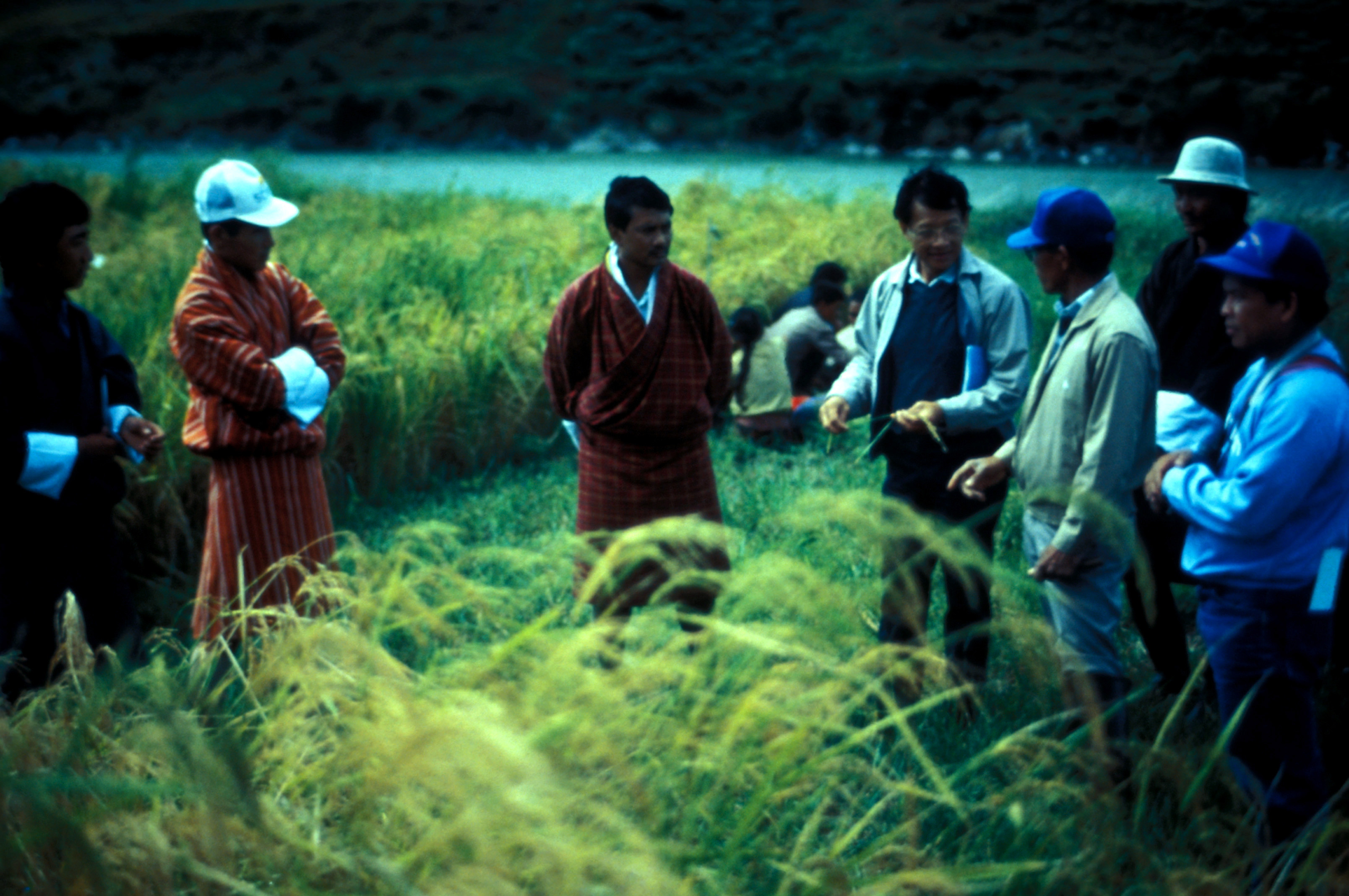
Чиновники наблюдают за выращиванием риса

В стране, где 79 % населения занято в сельском хозяйстве, производство риса в 2006 году составило 74 720 тонн, причём под рис было занято 273,5 км² земельных угодий. Это больше чем в 2000 году, когда было произведено 44 000 тонн риса. За период с 1989 по 1997 год производство риса в Бутане увеличилось на 58 процентов. Наиболее крупными районами по выращиванию риса являются Самце (2889 га), Сарпанг (2839 га) и Пунакха (1971 га). Однако самый большой урожай собирают в Пунакха — 6274 тонн в году.
Вместе с тем, значительная часть сельскохозяйственных земель была уничтожена для строительства инфраструктуры страны. Помимо того, что в Бутане производится значительное количество риса, страна вынуждена импортировать 6000—7000 тонн риса в год.

## Продукция
Бутанский красный рис — рис среднего размера, являющийся основным для жителей Бутана. Он готовится несколько быстрее, чем нешлифованный коричневый рис. Сваренный рис бледно-розовый, мягкий и слегка липкий.
В 1990-х годах этот рис начали поставлять на рынок США.

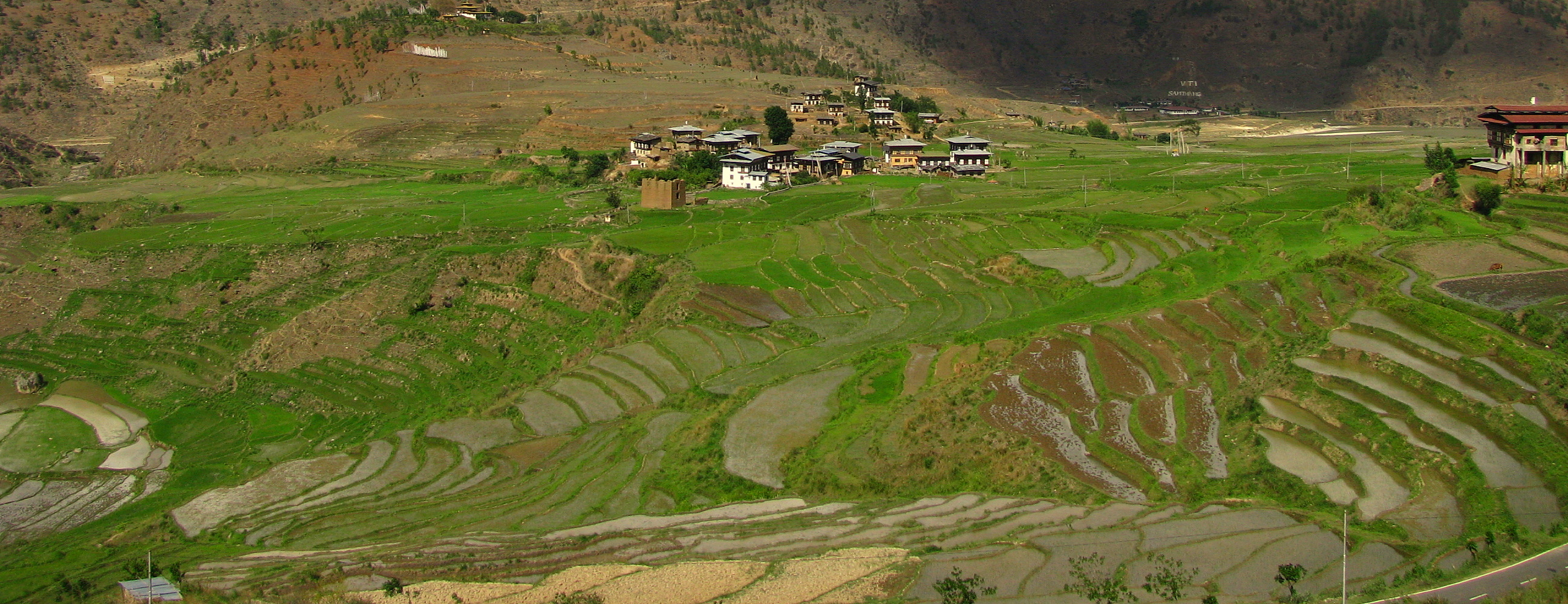
Террасное земледелие в дзонгхаге Паро